# Si quiero silbar, silbo
Si quiero silbar, silbo (en rumano, Eu când vreau să fluier, fluier) es una película dramática rumana de 2010 dirigida por Florin Șerban.

## Argumento
El joven rumano Silviu (George Piștereanu) cumple una condena de cuatro años de prisión. Unos días antes de su liberación, su hermano menor lo visita y le dice que su madre ha regresado, que ha encontrado trabajo en Italia y llevará allí al hermano menor. Dice que vino en autobús, pero Silviu camina hacia la cerca y ve que su madre lo trajo con su auto. Como los prisioneros no pueden estar cerca de la cerca, un guardia viene a llevárselo, pero Silviu se resiste. El director de la prisión es indulgente y no presenta cargos, por lo que no se prolonga su estancia en prisión.
Con un teléfono móvil que otro preso posee, telefonea a su madre y la insta a que lo visite. Ella lo hace y le dice que él también puede ir a Italia después de su liberación. La odia por haber abandonado a sus hijos en el pasado, cada vez que encuentra un nuevo amante, la culpa por ser una prostituta y le dice que no quiere ir a Italia con ella.
Conoce a la joven trabajadora social y estudiante de psicología Ana (Ada Condeescu), quien le pide que complete un cuestionario. Por un lado le gusta, por otro lado amenaza con matarla con un trozo de vidrio roto y exige que venga su madre. Hacia su madre amenaza con matar no solo a la niña, sino también a sí mismo, y le hace jurar que no se llevará al hermano a Italia.
Posteriormente, amenazando nuevamente a los guardias y policías con matarla, sale a la fuerza de la cárcel con ella, para tomar un café juntos en una cafetería. Después de eso, sale solo y se rinde.

## Reparto
- George Piștereanu como Silviu
- Ada Condeescu como Ana
- Mihai Constantin como Director penitenciario
- Clara Vodă como La Madre

## Reconocimientos
Fue nominado al Oso de Oro en el 60.ª Festival Internacional de Cine de Berlín y ganó el Gran Premio del Jurado Silver Bear y el premio Alfred Bauer. Fue seleccionada como la entrada rumana a la Mejor Película Internacional en la 83.ª edición de los Premios de la Academia, pero no llegó a la lista final.
 